# Проклятие королей
«Проклятие королей» (англ. The King's Curse) — исторический роман британской писательницы Филиппы Грегори, рассказывающий об Маргарет Поул. Был впервые опубликован в 2014 году. По мотивам этой книги и романа «Вечная принцесса» снят сериал «Испанская принцесса».

## Сюжет
Центральная героиня романа — Маргарет, последняя представительница династии Плантагенетов. Из-за казни отца, Джорджа Кларенса, она теряет свои права, позже всё-таки становится графиней Солсбери, но при Генрихе VIII её казнят из-за сфабрикованного обвинения в измене.

## Оценки
Обозреватель журнала Publishers Weekly назвал «Проклятие королей» «тщательно проработанным» и «ярким портретом» Маргарет Поул, добавив, что «Грегори уверенно продвигается сквозь клубок интриг, мести и тирании к шокирующему предательству, которое ставит Маргарет лицом к лицу с гневом короля». Журнал AudioFile присудил награду Earphones за запись аудиокниги по этому роману, отметив «уверенное владение Грегори историей» и высоко оценив работу рассказчицы, Бьянки Амато.
По мотивам «Проклятия королей» и ещё одного романа Грегори, «Вечная принцесса», был снят сериал «Испанская принцесса» (2019—2020).